# Б'юмба
Б'юмба (фр. Bumba) — місто на півночі Руанди, адміністративний центр Північної провінції. Найближчий аеропорт розташований в місті Габір.

## Географія
Місто знаходиться в північно-східній частині провінції, у гірській місцевості, поблизу від кордону з Угандою, на відстані приблизно 40 кілометрів на північ від столиці країни Кігалі. Абсолютна висота — 2237 метрів над рівнем моря.

### Клімат
Б'юмба знаходиться у зоні, котра характеризується кліматом тропічних саван. Найтепліший місяць — вересень із середньою температурою 16.3 °C (61.3 °F). Найхолодніший місяць — червень, із середньою температурою 15.7 °С (60.3 °F).
| Клімат Б'юмби           | Клімат Б'юмби | Клімат Б'юмби | Клімат Б'юмби | Клімат Б'юмби | Клімат Б'юмби | Клімат Б'юмби | Клімат Б'юмби | Клімат Б'юмби | Клімат Б'юмби | Клімат Б'юмби | Клімат Б'юмби | Клімат Б'юмби | Клімат Б'юмби |
| Показник                | Січ.          | Лют.          | Бер.          | Квіт.         | Трав.         | Черв.         | Лип.          | Серп.         | Вер.          | Жовт.         | Лист.         | Груд.         | Рік           |
| Середня температура, °C | 16,3          | 16,5          | 16,5          | 16,5          | 16,3          | 15,7          | 15,7          | 16,4          | 16,6          | 16,5          | 16,2          | 16,2          | 16,3          |
| Норма опадів, мм        | 73.6          | 93.9          | 134.2         | 180           | 121.5         | 28.1          | 17.2          | 42.9          | 102.8         | 128.2         | 153.5         | 98.9          | 1174.8        |
| Днів з опадами          | 17            | 17,1          | 20,7          | 24            | 18,8          | 7,6           | 6,5           | 8,9           | 14,4          | 20,2          | 23,5          | 20,2          | 198,9         |
| Вологість повітря, %    | 77.8          | 78.5          | 80.2          | 84.4          | 84.7          | 78.1          | 71.3          | 70.3          | 74.8          | 78.2          | 81.6          | 81.5          | 78.5          |
| ----------------------- | ------------- | ------------- | ------------- | ------------- | ------------- | ------------- | ------------- | ------------- | ------------- | ------------- | ------------- | ------------- | ------------- |
| Джерело: Weatherbase    |               |               |               |               |               |               |               |               |               |               |               |               |               |

## Населення
За даними офіційного перепису 2002 року, населення складало 66536 чоловік. Динаміка чисельності населення міста по роках:
| 1988   | 2002   | 2012   |
| ------ | ------ | ------ |
| 14 900 | 66 536 | 75 463 |